# Pododdział leśny
Pododdział leśny jest to wyłączenie taksacyjne, któremu nadaje się małą literę alfabetu łacińskiego. Jeśli zostaną wyczerpane wszystkie litery alfabetu, wtedy do liter dołącza się literę x tj. ax, bx, cx, ..., jeśli i ten alfabet się wyczerpie dołącza się literę y tj. ay, by, cy itd.